# Skeleton nos Jogos Olímpicos de Inverno de 2018
As competições de skeleton nos Jogos Olímpicos de Inverno de 2018 foram realizadas no Centro de Deslizamento Olímpico, em Daegwallyeong-myeon, PyeongChang, entre 15 e 18 de fevereiro.

## Programação
A seguir está a programação da competição para os dois eventos da modalidade.
Horário local (UTC+9).
| Data            | Horário | Evento                                |
| --------------- | ------- | ------------------------------------- |
| 15 de fevereiro | 10:00   | Individual masculino – descidas 1 & 2 |
| 16 de fevereiro | 9:30    | Individual masculino – descidas 3 & 4 |
| 16 de fevereiro | 20:20   | Individual feminino – descidas 1 & 2  |
| 17 de fevereiro | 20:20   | Individual feminino – descidas 3 & 4  |

## Medalhistas
| Evento                        | Ouro                           | Prata                                           | Bronze                           |
| ----------------------------- | ------------------------------ | ----------------------------------------------- | -------------------------------- |
| Individual masculino detalhes | Yun Sung-bin KOR Coreia do Sul | Nikita Tregubov OAR Atletas Olímpicos da Rússia | Dominic Parsons GBR Grã-Bretanha |
| Individual feminino detalhes  | Lizzy Yarnold GBR Grã-Bretanha | Jacqueline Lölling GER Alemanha                 | Laura Deas GBR Grã-Bretanha      |

## Quadro de medalhas
| Ordem | País                            | Medalha de ouro | Medalha de prata | Medalha de bronze |   | Ordem por total |
| ----- | ------------------------------- | --------------- | ---------------- | ----------------- | - | --------------- |
| 1     | GBR Grã-Bretanha                | 1               |                  | 2                 | 3 | 1               |
| 2     | KOR Coreia do Sul               | 1               |                  |                   | 1 | 2               |
| 3     | GER Alemanha                    |                 | 1                |                   | 1 | 2               |
|       | OAR Atletas Olímpicos da Rússia |                 | 1                |                   | 1 | 2               |
| TOTAL | TOTAL                           | 2               | 2                | 2                 | 6 | —               |